# タールツァイ・エルヴィン
タールツァイ・エルヴィン（ハンガリー語: Tarczay Ervin, 1919年10月5日 - 1945年3月18日）は、ハンガリーの軍人。最終階級は陸軍大尉。
第二次世界大戦中のハンガリー戦車隊指揮官として最も成功を収めた一人であり、10両以上の戦車を撃破したとされる。

## 経歴
ペーチ出身。父は陸軍中佐タールツァイ・エーリッヒ、母はトッファルシー・トース・オルガ。
1941年、ルドウィカ士官学校を卒業し、8月20日少尉に任官。トゥルグ・ムレシュの第1軍団隷下第23王国猟兵大隊へと配属された。翌年8月3日、エステルゴムで戦車訓練を受け、12月25日訓練を修了。1943年1月1日、ツェグレードの3 / I戦車大隊を再編した第2装甲師団隷下の第3王国戦車連隊第1大隊第2中隊附。
同年3月13日、連隊は第1軍主力のガリツィアへと転進命令が下る。師団からの増援も加わり、連隊長ラズロ・ベルチェーニ大佐の下114両のトゥラーン I、66両のトゥラーン II、87両の38Mトルディ、42両の40Mニムロード、14両の39Mチャバが翌月11日までに鉄路輸送を完了した。タールツァイは4月4日にガリツィアへと到着、搭乗車はトゥラーン IIだった。
部隊の任務は、ドイツ軍が撤退したヴォレキフからドルィーナまでの約16キロの防衛線を維持することであった。17日より翌日にかけてソロヴィン 、Nadvirna（en）、Deliatyn（en）、コロムィーヤを次々と占領する快進撃を続ける。しかしそれ以上にソ連軍の攻勢は壮絶なものであり、翌日17両のトゥラーン IIを撃破される損害を受けた。4月の間にプルト川周辺で受けた損害は、ドイツの第503重戦車大隊がわずか7両だった事に比べ壊滅的なものであった。
同月、歩兵の後ろで温存していた7両の戦車で大隊長ヴェドレス・ヤーノシュ大尉（兼第1中隊長）の下第1大隊を再編、タールツァイは第1大隊第2中隊長となった。
更に第1軍がヴァルター・モーデル元帥の率いる北ウクライナ軍集団に編入されたことにより、師団にIV号戦車12両、III号突撃砲10両、そしてティーガーI10両が供与されることとなった。
7月13日、イワン・コーネフ率いる第1ウクライナ戦線はリヴォフ＝サンドミール作戦を開始、ハンガリー第1軍はわずか10日間でカルパチア山脈まで退却を強いられることとなった。第2装甲師団は到着した23日から29日までスタニスラフでの戦線を維持、その間供与されたティーガー10台のうち7台を喪失する損害を受けたが、再度ドイツ軍より5台のV号戦車パンターを供与された。
8月、ルーマニア革命が起こり、ルーマニア王国はドイツに宣戦布告を行った。これを受け、9月に第2装甲師団はトランシルヴァニアに派遣された。
5日、トゥルダにて赤軍と交戦、1両の戦車を撃破。15日から翌月5日にかけてタールツァイの部隊は11両の戦車、17門の対戦車砲、20丁の機関銃陣地およびカチューシャを撃破し、6日から25日までの間計16両の戦車および自走砲を撃破。この時、タールツァイは己の勇猛果敢さと覚悟を示すため、ハッチを開けて戦闘を指揮していたとされる。しかしそれ以上に赤軍の猛攻は激しく、10月25日から翌月5日にかけて部隊はティサ川の防衛線から撤退。
11月から12月にかけて、スロバキアへの攻勢を受けシュトゥーロヴォに転進。しかし12月14日、同地は陥落。この間、師団は各2両のV号戦車およびIV号戦車を喪失する損害を被り、聖ラースロー歩兵師団の指揮下に入った。翌年1月上旬までフロン川で戦闘を続ける。
1945年1月1日、大尉に昇進。同月、40人の戦車兵とともにガランタにて新編第1戦車大隊の編成を完了、ドイツ国防軍や武装SSからIV号戦車27両およびV号戦車2両を供与された。部隊は2月末までバラトン湖、ヴァレンツァで戦闘を続け、2月16日までの時点で11両のIV号戦車および1両のV号戦車を喪失したが、タールツァイはこの間休暇を取っていたため戦闘には参加していないとの説もある。
3月15日、結婚式を挙げハンガリー功労勲章ナイトを授与された。
しかしその翌日の1945年3月16日、フョードル・トルブーヒン率いる第3ウクライナ戦線がウィーン攻勢を開始。17日戦列に復帰し、18日にはフェイェール県Bodajk（en）にてソ連のM42両を撃破。しかしSöréd（hu）への移動中搭乗していたIV号戦車が戦闘不能となった。戦車から乗員とともに退避したが、右膝を撃たれ負傷、その後行方不明になる。出血が酷く、十分な手当てもできなかったことからそのまま失血死したものと思われる。1948年、死亡認定。

## 栄典
- ハンガリー功労勲章（ハンガリー語版）ナイト - 1945年3月15日
- 月桂冠剣付火焔十字章（ハンガリー語版）
- 山岳マジャール人解放記念章（ハンガリー語版）
- エルデーイ解放記念章（ハンガリー語版）
- 二級鉄十字章